# + + (мініальбом)
[+ +] (читається як «ікс ікс») — дебютний мініальбом південнокорейської жіночої групи Loona, випущений 20 серпня 2018 року компанією Blockberry Creative і розповсюджений Danal Entertainment. Мініальбом вийшов разом з переддебютним синглом «Favorite» та титульним треком «Hi High», останній вийшов в один день з [+ +].
Мініальбом став другим за кількістю продажів дебютним альбомом жіночої групи в 2018 році з 52 823 проданими фізичними копіями. Станом на травень 2020 року було продано понад 107 248 копій.
Перевидання під назвою [X X] (стилізується як [× ×]; читається як «помножити помножити») було випущено 19 лютого 2019 року Blockberry Creative та розповсюджено Kakao M.

## Історія
2 жовтня 2016 року Blockberry Creative оголосили про дебют своєї першої жіночої групи через 18-місячний переддебютний проект, під час гурт випускав сингл або мініальбом, представляючи таким чином нову учасницю чи саб-юніт. З жовтня 2016 року до січня 2017 року були представлені учасниці Хіджін, Хьонджін, Хасиль та Йоджін. Потім, між квітнем і липнем 2017 року, були офіційно представлені Віві, Кім Ліп, Джінсоль та Чхвері. Нарешті, між листопадом 2017 року та березнем 2018 року, компанія офіційно представила учасниць Ів, Чу, Ґо Вон та Хеджу (раніше відома як Олівія Хе).
15 серпня Blockberry опублікував офіційний трек-лист альбому та призначив дату виходу на 20 серпня 2018 року, у 18:00 за корейським стандартним часом.

### Вихід перевидання
14 жовтня 2018 року на офіційному YouTube-каналі Loona Blockberry Creative опублікував 26-секундний тизер під назвою «X X», у якому показувалися події з музичного відео «Hi High» у зворотному порядку. Ще один тизер був випущений 31 грудня 2018 року, за ним послідували нові, які випускалися щотижня в січні.
Перевидана версія альбому під назвою [X X] була випущена 19 лютого 2019 року з головним синглом «Butterfly» та п'ятьма іншими піснями. Її розповсюджувала дистриб'юторська компанія Kakao M як у цифровому, так і у фізичному форматах.

## Сингли
Переддебютний сингл «favOriTe» був випущений 7 серпня, а головний сингл «Hi High» — 20 серпня. 17 серпня опублікували тизер музичного відео.
Головний сингл перевидання «Butterfly» був випущений 19 лютого 2019 року.

## Композиція та текст
Альбом відкриває мрійливий інструментальний вступ під назвою «+ +», який містить плавні синтезатори, штучне літнє гітарне звучання, цифрове клацання пальцями, безперервну зміну мелодій, накладання шепіту вокалу та маніпулюємих семплів свисту. За ним іде шипучий головний сингл «Hi High», який описується як яскравий електропоп, баблгам-поп та експериментальна поп-пісня з підстрибуючими ритмами, бадьорим темпом, вибуховим вокалом, химерними ритмами та синтезаторами. «Favorite» (стилізується як favOriTe) — пісня, натхненна денс-поп-музикою та альтернативним ритм-енд-блюзом, яка має більш харизматичний і бурхливий звук. Додавши до цього помітні трелі та трубні синтезатори, які рухають мелодію до динамічного приспіву, а також запаморочливий бридж наприкінці, пісня поєднує новаторську природу групи в бурхливу мелодію. Четвертий трек «Heat» (стилізується як «열기 (9)») — це поп- та R&B-трек з елементами мумбатону і тропікал-хаусу, який відрізняється більш повільним, зрілим та мідним звучанням з вкрапленням EDM. «Perfect Love» — синті-поп-пісня, яку Blockberry Creative описав як найбільш «комерційно звучащу» пісню в альбомі. Фінальний трек «Stylish» — поп-пісня.

## Комерційний успіх
[+ +] дебютував на другому місці у Gaon Album Chart, на четвертому у US World Albums і US Heatseekers Albums та на 20 місці у US Independent Albums.
[+ +] став шостим найбільш продаваним альбомом серпня 2018 року з 41 583 проданими фізичними копіями. У вересні було продано 5 903 додаткових примірників із загальною кількістю 47 486 проданих копій. 15 жовтня було повідомлено, що мініальбом став найбільш продаваним альбомом серед жіночих груп, які дебютували в 2018 році, на той момент було продано понад 50 000 копій. Усього в 2018 році було продано 52 823 фізичних примірника, але тоді [+ +] став вже другим за продажами альбомом жіночої групи, яка дебютувала у 2018 році, поступившись Color*Iz від Iz*One, а також 15-м за обсягом продажів альбомом жіночої групи та 80-м у списку альбомів-бестселерів 2018 року.

### Перевидання
[X X] дебютував на четвертому місці у US World Albums Chart з 2000 проданими завантаженнями та 721 000 прослуховувань пісень з нього. Він також посів восьме місце в US Heatseekers Albums, та 22 в US Independent Albums. Мініальбом спочатку дебютував під номером 10 у Gaon Albums Chart, після чого піднявся на третє місце на другому тижні.
Мініальбом став дев'ятим найбільш продаваним альбомом лютого 2019 року з 26 563 проданими фізичними копіями, та 17-м у березні 2019 року з 15 874 проданими примірниками. За квітень того ж року було продано ще 2837 додаткових примірників, тобто загальний тираж складає 45 274 копій.

## Нагороди
| Альбоми | Публікація | Нагорода                              | Ранг | Прим.  |
| ------- | ---------- | ------------------------------------- | ---- | ------ |
| [+ +]   | Billboard  | 20 найкращих K-pop-альбомів 2018 року | 17   | [ 37 ] |
| [X X]   | Billboard  | 25 найкращих K-pop-альбомів 2019 року | 5    | [ 38 ] |

## Список треків
| [+ +] | [+ +]          | [+ +]                                 | [+ +]                                                                             | [+ +]                                            | [+ +]      |
| #     | Назва          | Автор слів                            | Автор музики                                                                      | Аранжування                                      | Тривалість |
| ----- | -------------- | ------------------------------------- | --------------------------------------------------------------------------------- | ------------------------------------------------ | ---------- |
| 1.    | «+ +»          |                                       | Хван Хьон NOPARI GDLO (MonoTree) Artronic Waves Біллі Джін (BADD) SlyBerry (BADD) | Хван Хьон (MonoTree)                             | 0:58       |
| 2.    | «Hi High»      | Джейден Чон GDLO Хван Хьон (MonoTree) | Хван Хьон GDLO (MonoTree) Вакусака Маю                                            | Хван Хьон GDLO (MonoTree)                        | 3:16       |
| 3.    | «Favorite»     | Кім Сучон Джейден Чон                 | Біллі Джін (BADD) Софія Пе SlyBerry Кім Джінхьон (BADD)                           | Біллі Джін (BADD) SlyBerry Кім Джінхьон (BADD)   | 3:14       |
| 4.    | «열기 (9)»     | Со Чона                               | Брук Тоя Денієл Сезар Людвіг Лінделл Аделен Стін                                  | Брук Тоя Денієл Сезар Людвіг Лінделл Аделен Стін | 3:30       |
| 5.    | «Perfect Love» | Le'mon                                | Юн Чонсон (MonoTree) Le'mon                                                       | Юн Чонсон (MonoTree)                             | 3:42       |
| 6.    | «Stylish»      | Iggy (OREO) Lambo (OREO)              | Майк Макдермід Емма О'Горман Марк Ліан Девід Брант Iggy (OREO)                    |                                                  | 3:29       |
| 18:09 |                |                                       |                                                                                   |                                                  |            |

| [X X] | [X X]              | [X X]                                 | [X X]                                                                             | [X X]                                                 | [X X]      |
| #     | Назва              | Автор слів                            | Автор музики                                                                      | Аранжування                                           | Тривалість |
| ----- | ------------------ | ------------------------------------- | --------------------------------------------------------------------------------- | ----------------------------------------------------- | ---------- |
| 1.    | «X X»              |                                       | Кім Джінхьон (BADD) SlyBerry (BADD) Біллі Джін (BADD)                             | Кім Джінхьон (BADD) SlyBerry (BADD) Біллі Джін (BADD) | 0:48       |
| 2.    | «Butterfly»        | G-high (MonoTree) Джейден Чон         | G-high (MonoTree)                                                                 | G-high (MonoTree)                                     | 3:57       |
| 3.    | «Satellite (위성)» | ZNEE (153/Joombas) Джейден Чон        | Девід Амбер Ешлі Аліша (153/Joombas)                                              | Девід Амбер                                           | 3:09       |
| 4.    | «Curiosity»        | Пак Джійон (MonoTree)                 | G-high (MonoTree) Ешлі Аліша (153/Joombas)                                        | G-high (MonoTree)                                     | 3:09       |
| 5.    | «Colors (색깔)»    | Dally Джейден Чон                     | Біллі Джін (BADD) Hiekee Кім Джінхьон (BADD)                                      | Біллі Джін                                            | 3:15       |
| 6.    | «Where You At»     | Пак Джійон (MonoTree)                 | Денієл Кім Mekay Ілва Дімберг                                                     | Денієл Кім                                            | 3:27       |
| 7.    | «Stylish»          | Iggy (OREO) Lambo (OREO)              | Майк Макдермід Емма О'Горман Марк Ліан Девід Брант Iggy (OREO)                    |                                                       | 3:29       |
| 8.    | «Perfect Love»     | Le'mon                                | Юн Чонсон (MonoTree) Le'mon                                                       | Юн Чонсон (MonoTree)                                  | 3:42       |
| 9.    | «열기 (Heat)»      | Со Чона                               | Брук Тоя Денієл Сезар Людвіг Лінделл Аделен Стін                                  | Брук Тоя Денієл Сезар Людвіг Лінделл Аделен Стін      | 3:30       |
| 10.   | «favOriTe»         | Кім Сучон Джейден Чон                 | Біллі Джін (BADD) Софія Пе SlyBerry Кім Джінхьон (BADD)                           | Біллі Джін (BADD) SlyBerry Кім Джінхьон (BADD)        | 3:14       |
| 11.   | «Hi High»          | Джейден Чон GDLO Хван Хьон (MonoTree) | Хван Хьон GDLO (MonoTree) Вакусака Маю                                            | Хван Хьон GDLO (MonoTree)                             | 3:16       |
| 12.   | «+ +»              |                                       | Хван Хьон NOPARI GDLO (MonoTree) Artronic Waves Біллі Джін (BADD) SlyBerry (BADD) | Хван Хьон (MonoTree)                                  | 0:58       |
| 35:59 |                    |                                       |                                                                                   |                                                       |            |

## Чарти

### [+ +]
| Чарт (2018)                               | Пікова позиція |
| ----------------------------------------- | -------------- |
| Франція French Digital Albums (SNEP)      | 120            |
| Південна Корея South Korean Albums (Gaon) | 2              |
| США Top Heatseekers Albums (Billboard)    | 4              |
| США Independent Albums (Billboard)        | 20             |
| США World Albums (Billboard)              | 4              |

### [X X]
| Чарт (2018)                               | Пікова позиція |
| ----------------------------------------- | -------------- |
| Франція French Digital Albums (SNEP)      | 55             |
| Південна Корея South Korean Albums (Gaon) | 3              |
| США Heatseekers Albums (Billboard)        | 8              |
| США Independent Albums (Billboard)        | 22             |
| США World Albums (Billboard)              | 4              |

## Сертифікації та продажі
| Регіон                                                                                          | Сертифікація | Продажі |
| ----------------------------------------------------------------------------------------------- | ------------ | ------- |
| Південна Корея                                                                                  | —            | 68,316  |
| США                                                                                             | —            | 1,000   |
| *продажі, що базуються лише на сертифікаціях ^відвантаження, що базуються лише на сертифікаціях |              |         |

## Історія виходу
| Регіон         | Дата           | Версія              | Формат                           | Лейбл                       |
| -------------- | -------------- | ------------------- | -------------------------------- | --------------------------- |
| Південна Корея | 20 серпня 2028 | [+ +] (Оригінал)    | Цифрове завантаження стримінг CD | Blockberry Creative         |
| Різні          | 20 серпня 2028 | [+ +] (Оригінал)    | Цифрове завантаження стримінг    | Blockberry Creative         |
| Південна Корея | 19 лютого 2019 | [X X] (Перевидання) | Цифрове завантаження стримінг CD | Blockberry Creative Kakao M |
| Різні          | 19 лютого 2019 | [X X] (Перевидання) | Цифрове завантаження стримінг    | Blockberry Creative         |